# 石井忠易
石井 忠易（いしい ただやす）は、戦国時代から江戸時代初期にかけての武将。肥前国の戦国大名龍造寺氏および佐賀藩主鍋島氏の家臣。
龍造寺隆信の家老石井忠時の次男として誕生。母は石井忠次の娘。
天正12年（1584年）3月24日、沖田畷の戦いで、本家の当主石井信易が戦死したため、信易の娘を妻に迎え、その跡を継いだ。
龍造寺氏・鍋島氏が豊臣秀吉に臣従すると、鍋島直茂の近親者として、鍋島茂里や鍋島茂賢と共に人質として、小早川隆景のもとに送られ、秀吉による九州征伐まで人質生活を送った。